# مارزدن، وست یورکشر
مارزدن (به انگلیسی: Marsden) یک روستا در بریتانیا است که در انگلستان واقع شده‌است. مارزدن ۳٬۴۹۹ نفر جمعیت دارد.